# Cabo Ventė
O cabo Ventė (em lituano:  Ventės ragas, em alemão:  Windenburger Eck, também denominado península Ventė) é um cabo da Lituânia) no delta do rio Nemunas, no distrito de Šilutė. É lugar de descanso para muitas aves durante as migrações, em particular na migração de outono. Uma das primeiras estações de anilhagem de aves na Europa, ainda em funcionamento, foi inaugurada aqui por Tadas Ivanauskas em 1929.
O cabo, estando antes no território de Memel, fez parte da Alemanha até 1919. Os cavaleiros teutónicos construíram na zona um castelo, que já não existe. Há um farol de 11 metros de altura, construído em 1863 durante o período de domínio da Prússia, embora atualmente já não esteja em uso.

## Imagens

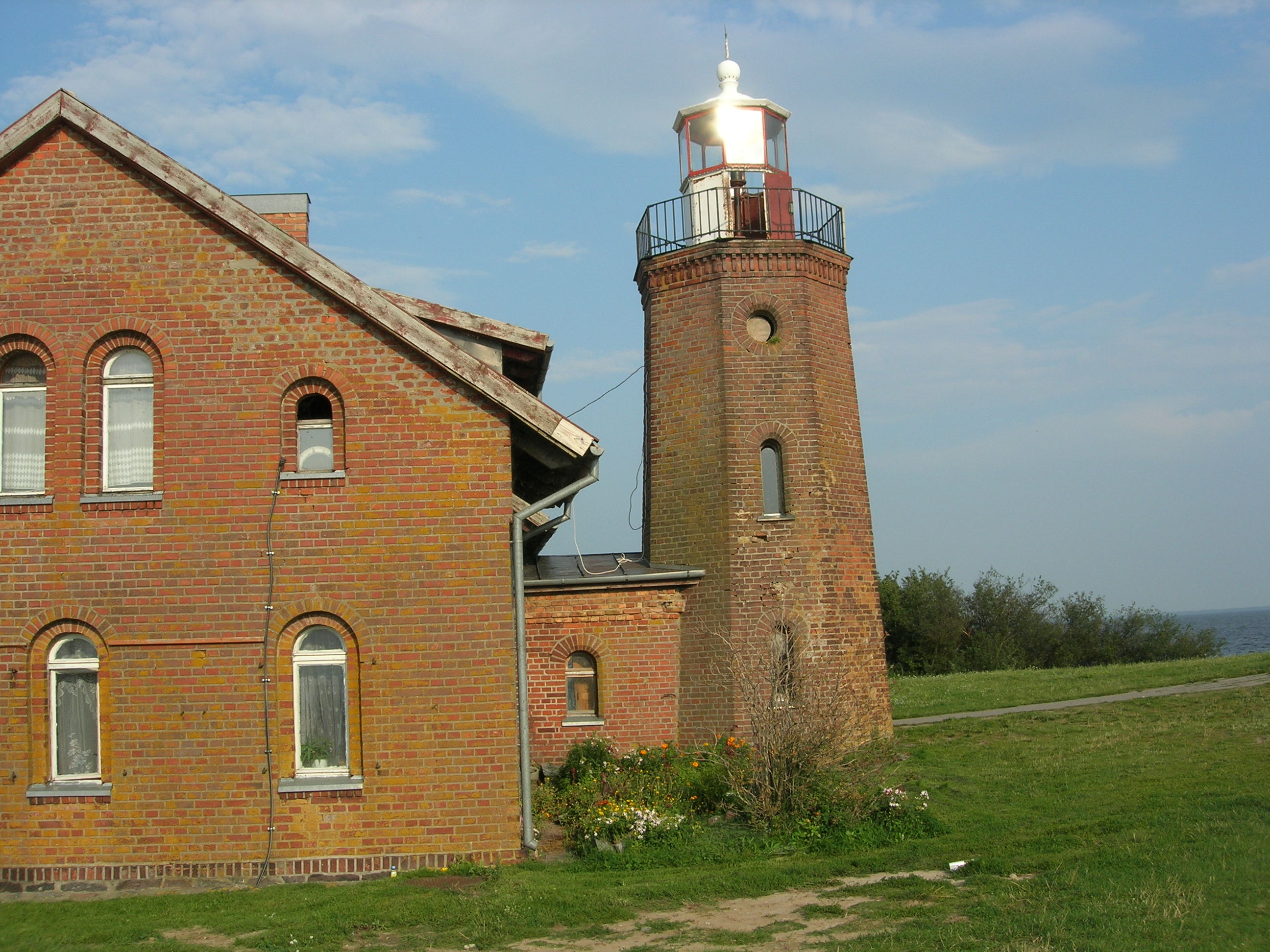
Farol
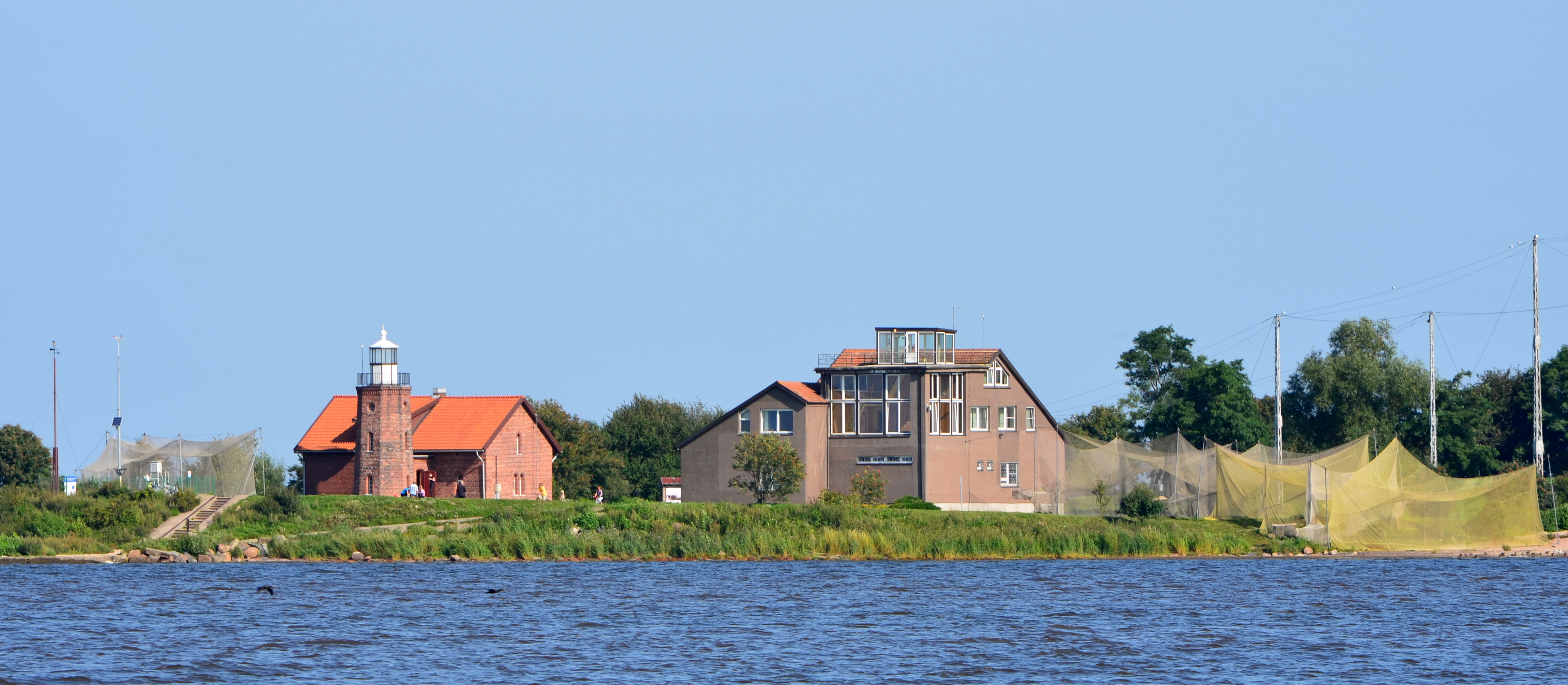
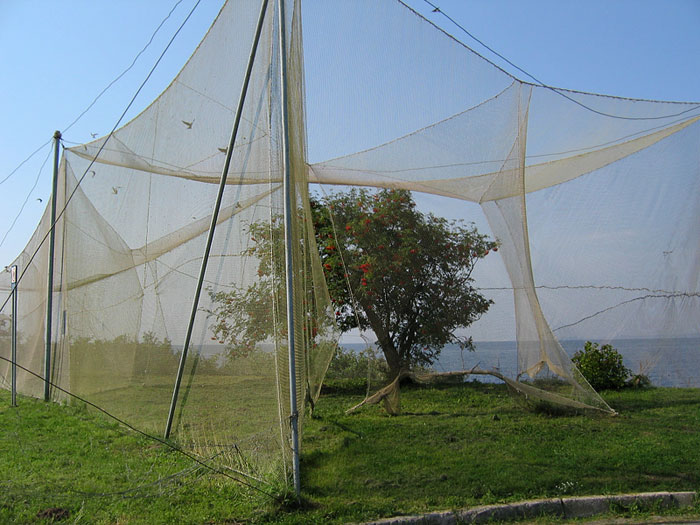
Rede para captura e anilhagem de aves
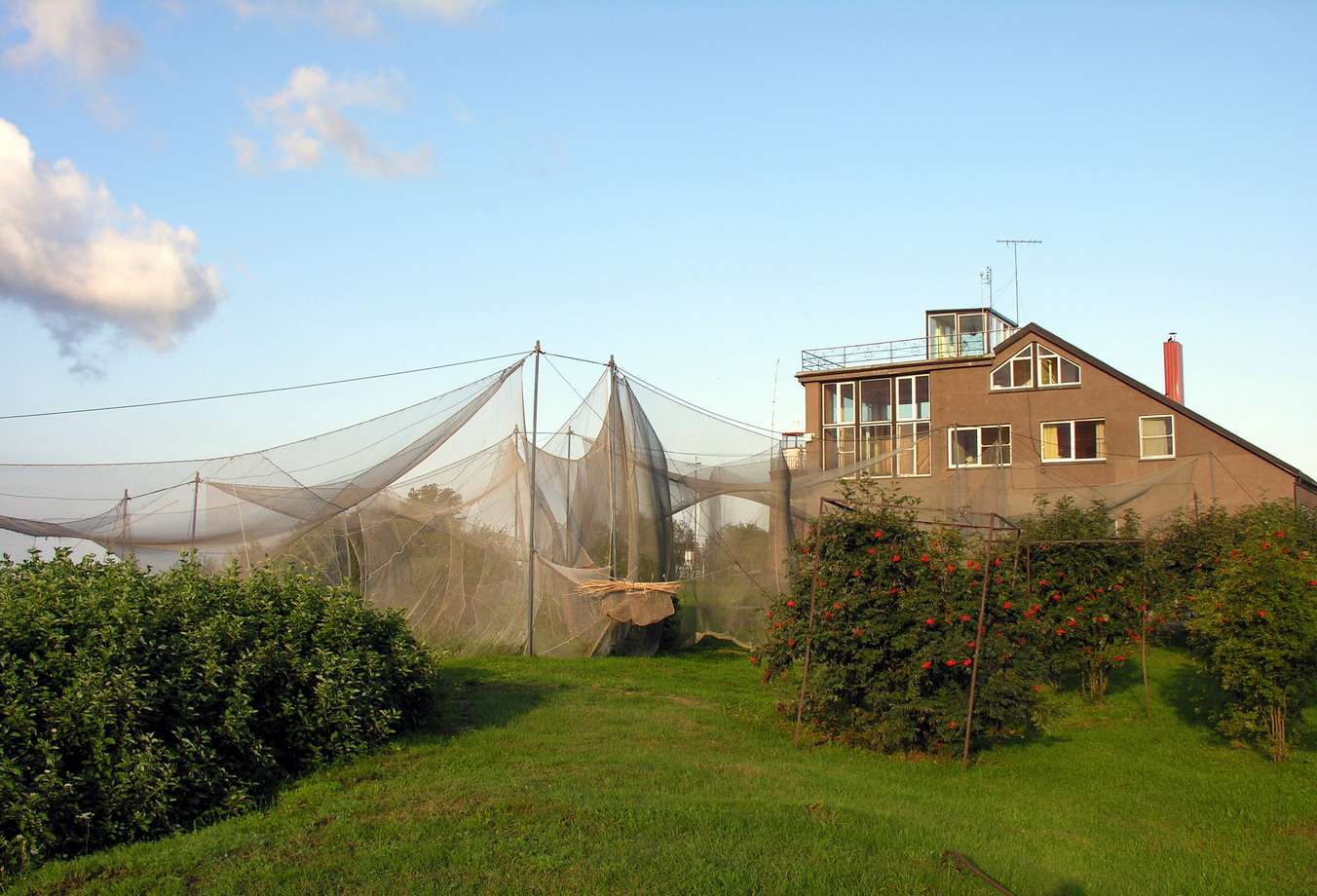